# Radio 32
Radio 32 ist eine Schweizer Privatradiostation. Sie ist seit dem 24. Februar 1991 auf Sendung. Der Sitz des Senders befindet sich in Solothurn. Radio 32 ist ein rein werbefinanziertes Radio und erhält keine Gebührengelder. Seit der Übernahme von Radio 32 durch CH Media, ist Florian Wanner Geschäftsführer von Radio 32.
Das Sendegebiet war zu Beginn deckungsgleich mit dem Wirtschaftsgebiet 32, deshalb auch der Name Radio 32. Dieser Raum umfasst die Regionen Solothurn, Grenchen und Langenthal. Später wurde das Sendegebiet nach und nach um die Regionen Burgdorf, Olten, Aarau und Zofingen erweitert.

## Geschichte

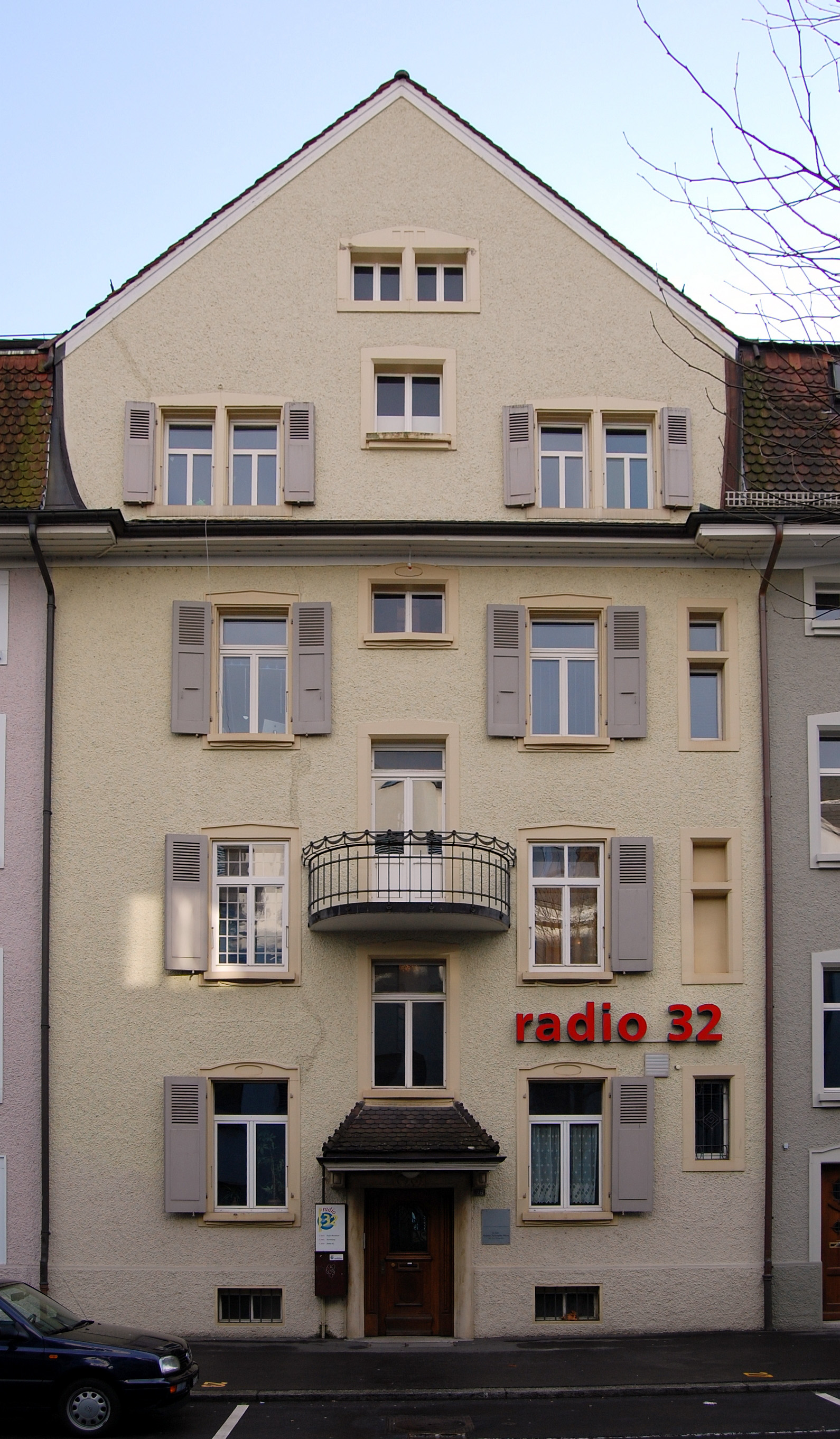
Radio 32 am ehemaligen Standort in Solothurn

Ehemaliges Logo von Radio 32

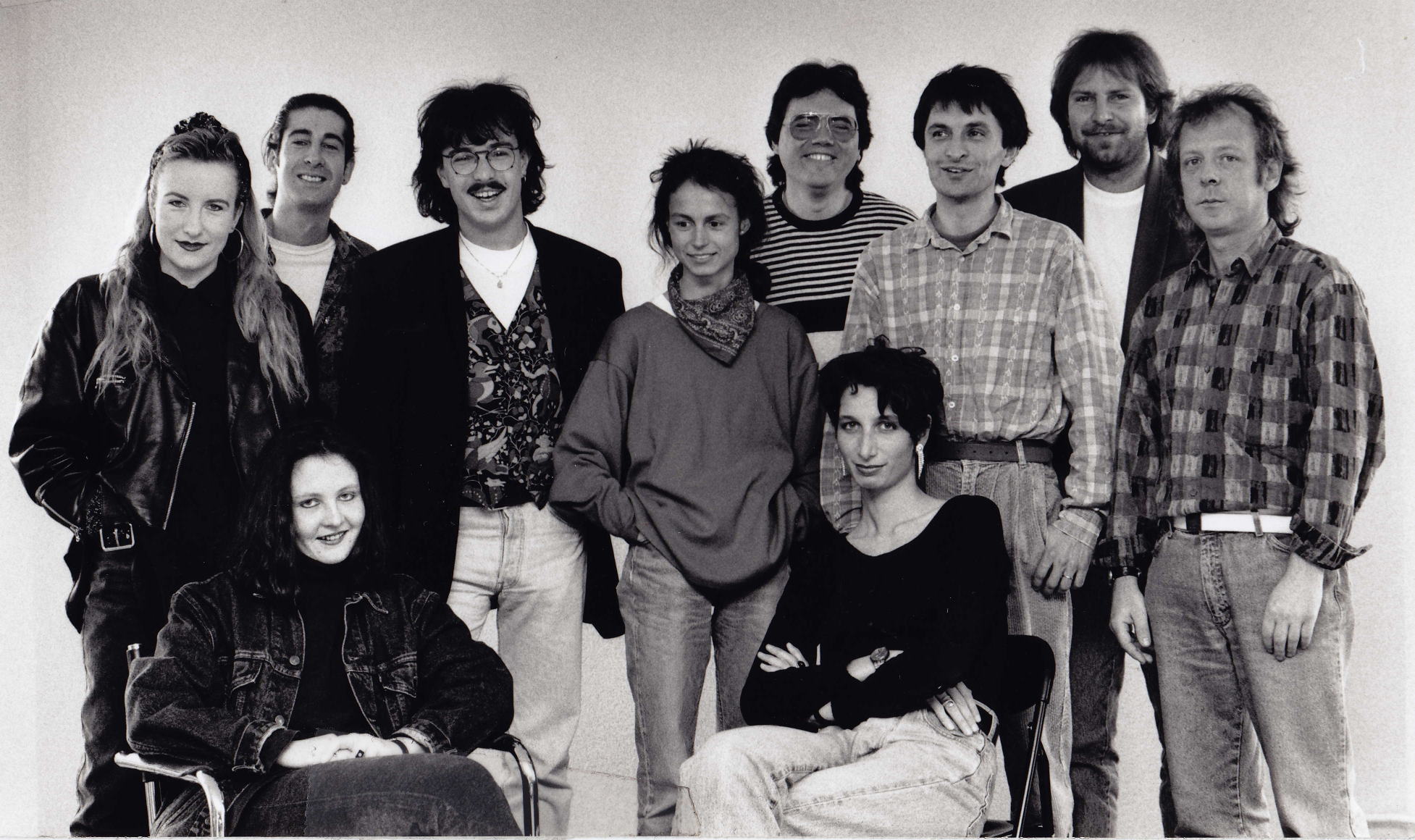
Radio 32 Team 1991:
v. l. n. r.: Anita Utiger (Natacha) Mauro Grossud (h) Kathrin Müller (v) Dani Fohrler, Sibylla Loosli, Thomas Abegglen, Denise Boll (v), Ruedi Bösch, Raphi Galliker, Stefan Füeg (Vinzenz Wyss fehlt)

Radio 32 startete 1991 mit einem Team von 8 Mitarbeitern das On-Air-Programm und sendete damals noch aus einem Studio in Zuchwil. Aufgrund des stetigen Wachstums war 1995 ein Umzug in grössere Räumlichkeiten an die Niklaus-Konrad-Strasse in Solothurn nötig. 1997 erlebte Radio 32 ein Jahr der technischen Veränderungen. Durch neue Sendeanlagen in Solothurn und Olten konnte das Sendegebiet erweitert werden und die Studios wurden mit digitaler Technik auf den neusten Stand gebracht. Zudem erteilte der Bundesrat Radio 32 in diesem Jahr die definitive Sendekonzession. Nach zehn Sendejahren startete Radio 32 2001 mit Radio 32 Goldies ein zweites Radioprogramm, dass sich an alle Oldiesliebhaber richtet. Das zweite Programm wird über die Kabelnetze des Mittellandes sowie das Internet verbreitet.
Durch eine neue Sendeanlage in Aarau konnte Radio 32 2009 das Sendegebiet erneut erweitern. Im gleichen Jahr erteilte der Bundesrat die Konzession für weitere 10 Jahre.
Im Jahr 2011 Radio 32 feierte sein 20 Jahr-Jubiläum und zog wiederum in grössere Räumlichkeiten um. Das neugebaute Studio wurde im September 2011 im Medienhaus an der Zuchwilerstrasse 21 in Solothurn bezogen.
Seit 2014 kann Radio 32 in einem erweiterten Sendegebiet auch über DAB+ empfangen werden. Störungsfreier Radio 32 Empfang ist von nun an vom Berner Oberland über das Berner Seeland, Teile des Kantons Freiburgs sowie dem Kanton Aargau bis nach Zürich möglich.
2016 feierte Radio 32 seinen 25. Geburtstag. Die grosse Geburtstagsfeier fand im Juni auf dem Dornacherplatz in Solothurn statt. Mit Kunz, Dodo, Gustav, Florian Ast und Christian Schenker feierten bekannte Schweizer Musiker mit.
Der Internetauftritt wurde 2017 durch eine neue, moderne Website ersetzt. Mit dem Release der Website veröffentlichte Radio 32, zusätzlich zum On-Air-Programm und Radio 32 Goldies, 4 neue Webradios (Schlager, Rock, Hits und Special).
Seit Anfang 2020 gehört Radio 32 zur Senderfamilie CH Media. 2023 feierte der Sender am 24. Februar sein 32-jähriges Bestehen mit einer 32-stündigen Livesendung, welche das Morgenshow Duo Jasmin Langenegger und Marco Imbach durchgehend moderierte.

## Programm
Radio 32 sendet ein Adult-Contemporary-Programm.